# 't Hofke (bedevaartsoord)
 't Hofke is een kapel en bedevaartsoord, gewijd aan O.L. Vrouw Turris Davidica, in de Nederlandse plaats Berlicum. Maria zou hier tussen 1976 en 1992 verschillende keren verschenen zijn aan een zieneres genaamd Elisabeth Sleutjes. Kort nadat Sleutjes in 1976 naar eigen zeggen plotseling van haar verlammingen was genezen, werd de kapel geopend. In 1995 werd in de tuin een bron ontgraven waarvan het water een geneeskrachtige werking zou hebben. Daarna is het bedevaartsoord uitgebouwd tot wat ook wel het Lourdes van de Lage Landen wordt genoemd.
De pelgrims die 't Hofke bezoeken bestaan voornamelijk uit conservatief georiënteerde katholieken.

## Reactie van de Rooms-Katholieke Kerk
De Rooms-Katholieke Kerk heeft de eerste tien jaar van het bestaan van 't Hofke geen officiële reactie gegeven op de beweringen van Sleutjes. In 1986 werd door de toenmalige bisschop van het bisdom 's-Hertogenbosch, Johannes ter Schure, een commissie in het leven geroepen met als opdracht: "Een onderzoek instellen naar de ware toedracht en de betekenis van de gebeurtenissen rond mevrouw Liesbeth Sleutjes te Berlicum, die zegt verschijningen van Onze Lieve Vrouw te ontvangen". Deze commissie, Commissie-Berlicum genoemd, kwam unaniem tot de conclusie dat er niet van een Mariaverschijning gesproken kon worden.